# Шадлун Микола Якимович
 Мико́ла Яки́мович Шадлу́н (6 грудня 1883, Веселе, Веселівський район, Запорізька область — 12 серпня 1932, Москва) — український політик та державний діяч лівого спрямування. Міністр народного господарства УНР (1919), професор Української Господарської Академії в Подєбрадах та Уральського Політехнічного Інституту. Активіст української громади Санкт-Петербурга у часи Російської імперії, один із соратників майбутнього прем'єр-міністра УНР Ісаака Мазепи. 

## Біографія
До 1917 професор Гірничого Інституту в Петербурзі. 
Народився в селі Веселе Таврійської губернії. 1913 року закінчив Петербурзький гірничий інститут. В 1914-17 роках проводив розвідувальні роботи на Уралі, розвідав Ново-Черемшанське родовище силікатного нікелю, на основі якого почали будувати перший в Російській імперії нікелевий завод. 

### У добу УНР
1919 призначений Міністром народного господарства УНР, 1920 року входив до складу ЦК УСДРП. 
В еміграції у 1922—1923, професор Української Господарської Академії в Подєбрадах. 

### Переїзд до СРСР
1923 московській агентурі вдалося загітувати Миколу Шадлуна переїхати з Чехії до СССР. Там стає професором Гірничого Факультету Уральського Політехнічного Інституту в Свердловську. В 1923-26 роках — співробітник Держплану СССР. З 1926 року — професор та завідувач кафедри геології гірничого факультету Уральського політехнічного інституту. 1930 року був заарештований, незабаром звільнений. Помер у Москві. 